# Jean-Pierre De Decker
Jean-Pierre De Decker (Gent, 29 april 1945 - Gavere, 3 juni 2001) was een Vlaams film-, televisie- en theaterregisseur. Bekende werken die hij regisseerde zijn de film Springen in 1985 en de televisieserie Diamant in 1997.
Van 1972 tot 1997 regisseerde hij 36 televisieproducties, waaronder Gered, De dame met het hondje, Het dievenbal, Trampoline, Mama mijn papa, Dierbaar, De Opvolger en Diamant. Springen was de enige film op zijn naam.
Hij regisseerde tussen 1978 en 2001 voor het Nederlands Toneel Gent tientallen producties waaronder Titanic, Peter Pan en Schone Familie. In het NTGent nam De Decker ook steeds een beleidsverantwoordelijkheid waarbij hij van 1996 tot zijn overlijden in 2001 directeur was.
Jean-Pierre De Decker was ook lesgever aan het Conservatorium van Gent.
Op 3 juni 2001 overleed Jean-Pierre De Decker onverwacht aan de gevolgen van een hartziekte.

## Prijs
- 1991: Plateauprijs Beste Belgische tv-film: Dierbaar

- Bibliothèque nationale de France: cb161594532 (data)
- International Standard Name Identifier: 0000 0000 7321 6604
- Nederlandse Thesaurus van Auteursnamen: 106969455
- Virtual International Authority File: 102429878
- WorldCat: E39PBJxhqGkxDfMXV94JRRRqcP